# Der Sohn der Hagar (Film)
Der Sohn der Hagar ist ein 1926 entstandenes, deutsches Stummfilm-Melodram von Fritz Wendhausen mit Mady Christians und Werner Fuetterer in den Hauptrollen. Die Geschichte basiert auf dem gleichnamigen, schlesischen Heimatroman (1907) von Paul Keller.

## Handlung
Im schlesischen Ort Teichau, zur Jahrhundertwende. Dort tauchen eines Tages vier Wandermusikanten auf und stoßen auf den Arzt und Amtsvorsteher Dr. Friedlieb, der in seiner sozialen Fürsorge die Bettelmusiker dazu überreden will, sich hier niederzulassen. Friedlieb sorgt sogar dafür, dass jeder von ihnen eine Arbeitsstelle findet. Einer von ihnen, der Jüngste mit Namen Robert Hellmich, erzählt dem Arzt den Grund, weshalb er einst auf der Straße gelandet ist und seitdem umhervagabundierend sein Geld verdient: Seine leibliche Mutter Martha Hellmich sei bei seiner Geburt auf einem Feld verblutend gestorben und der ihm unbekannte Vater habe sich nie um ihm geschert. Der gleichfalls anwesende Gastwirt, der alte Hartmann, ahnt sofort, dass nur er der Erzeuger Roberts, der seinen unbekannten Vater abgrundtief hasst, sein kann. Hartmann hatte aus rein wirtschaftlichen Gründen Martha sitzengelassen und an ihrer Stelle eine vermögende Frau, Anna Hartmann, geehelicht. Aus dieser Verbindung gingen die Kinder Berthold und Christine hervor. Aus Angst, sich seinem eigenen schäbigen Verhalten von einst stellen zu müssen, verweigert sich Hartmann der Bitte Friedliebs, Robert als Knecht aufzunehmen. Der alte Knecht Gottlieb Peukert weiß von Hartmanns dunklem Geheimnis und droht dem Gastwirt, Robert alles zu erzählen, sollte er nicht zumindest etwas für den Jungen tun und ihn von der Straße holen.
Bald erfährt auch Christine Hartmann, dass Robert Hellmich ihr Halbbruder ist, bewahrt aber das Geheimnis für sich. Auch sie fordert von ihrem Vater, sich für Robert einzusetzen. Anna Hartmann hingegen ist strikt dagegen, den für sie völlig fremden jungen Mann bei sich daheim unterzubringen und kann das Engagement ihrer Tochter für Robert überhaupt nicht verstehen. Christine zeigt sich Robert gegenüber besonders zuvorkommend, woraufhin dieser irrtümlicherweise glaubt, dass das Mädel in ihn verliebt sei. Er hat jedoch nur Augen für Lore, die elternlose Nichte des alten Hartmann, die gleichfalls unter dessen Dach haust. Sie ist eine außerordentlich bezaubernde Person, will sich aber trotz Roberts Bemühungen noch nicht so früh binden. Durch einen unüberlegten Fehltritt wird jedoch Lore schwanger; der Kindesvater hat allerdings keinerlei Absicht, das Mädchen zu heiraten. Hartmann, der eine Parallele zu seinem eigenen Verhalten von einst erkennt, will nun unbedingt Robert mit Lore verkuppeln und ist auch bereit, dafür ordentlich Geld springen zu lassen. Doch Hartmanns Ehefrau sperrt sich erneut und jagt die schwangere Lore aus ihrem Haus. Lore zuliebe, die ihm sehr wichtig geworden ist, begleitet Robert das Mädchen in die Stadt und spricht mit dem Kindsvater, der an sich kein übler Kerl ist. Er übergibt ihm Hartmanns Geld, um den beiden eine Existenzgrundlage als Ehepaar zu ermöglichen.
Als der alte Hartmann einen Schlaganfall erleidet und Roberts große Stütze Lore fort ist, hat Robert unter Annas Herrschaft nur noch sehr wenig Freude. Obwohl sie ihn nicht liebt, lässt sich derweil Christine auf Dr. Friedlieb ein, nicht zuletzt deshalb, um Robert klarzumachen, dass sie ihn nicht liebe. Friedlieb wiederum ist sehr wohl in Christine verliebt, will aber, wohl wegen des beträchtlichen Altersunterschieds, seine Gefühle nicht eingestehen. Nach einigem Hin und Her heiraten die beiden, und Robert verliert mit Christine seine letzte Fürsprecherin im Hause Hartmann. Anna und ihr Sohn Berthold machen fortan Robert das Leben zur Hölle. Robert erfährt nun endlich durch einen Zufall, dass er der Sohn des alten Hartmann ist, und nun werden ihm so manche Handlung des Alten klar. Einerseits ist er dem Alten dankbar, andererseits hat er sehr lange den Hass auf denjenigen Mann in sich getragen, der seine schwangere Mutter einst im Stich ließ. Robert liest bei seinen Großeltern Hellmich in der Bibel diejenige Stelle aus dem Ersten Buche Mose, die von Abraham und der von ihm verstoßenen Hagar mitsamt Sohn Ismael erzählt. Tief berührt von dem auf ihn zutreffenden, alttestamentarischen Gleichnis, will Robert das Hartmann-Haus verlassen, wo es für ihn kein Recht oder Gerechtigkeit, sondern lediglich Almosen gab. Nach einem letzten Streit mit Frau Hartmann verlässt Robert das Anwesen und auch Teichau.
Roberts ehemalige Musikerkumpane, die alten Bettelmusikanten, sind schon seit langem weitergezogen. Als Robert zu ihnen aufschließt, sehen sie, dass sich Robert komplett verändert hat. Nach kurzer Zeit trennt er sich wieder von ihnen und versucht, sich in der Stadt als Fabrikarbeiter durchzuschlagen. Roberts Seele ist voll von Zorn, Hass und innerem Unfrieden, was sich bald auf seine Gesundheit niederschlägt. Er erkrankt an der Lunge und muss daraufhin ins Krankenhaus. Dort hört er ein Gespräch der Ärzte mit, dem er entnimmt, dass er nur noch kurz zu leben habe. Robert beschließt, ein letztes Mal Lore aufzusuchen. Bei diesem Treffen erfährt er, dass sie nicht ihren jetzigen Ehemann, sondern immer nur Robert geliebt habe. Für Robert ist es Zeit, in seinem Leben reinen Tisch zu machen. Vom Tode gezeichnet, macht er sich ein letztes Mal nach Teichau auf, um sich mit dem alten Hartmann, seinem Vater auszusöhnen. Er erreicht aber nicht mehr die Häuser des Dorfes, sondern bricht nach einem Blutsturz am Ortsrand zusammen – und schaut, wie einst seine bei seiner Geburt verblutende Mutter, auf einem Feld dem Tode ins Gesicht. Dem Sterbenden erscheint Jesus Christus in einer Vision und verheißt ihm eine tröstliche Ewigkeit im Himmelreich.

## Produktionsnotizen
Der Sohn der Hagar entstand im November und Dezember 1926 in den Filmstudios von Staaken. Der Film passierte am 28. Februar 1927 die Zensur und wurde am 24. März 1927 in Berlins Mozartsaal uraufgeführt. Der Film besaß acht Akte, verteilt auf 2693 Meter, und wurde für die Jugend freigegeben. Der Sohn der Hagar erhielt das Prädikat „volksbildend“.
Erich Kettelhut und Karl Vollbrecht entwarfen die Filmbauten, der üblicherweise als Kameramann arbeitende Karl Freund war hier im Auftrag der Deutsche Fox-Defa, einem deutsch-amerikanischen Firmenkonsortium, als Produzent tätig.

## Kritik
In der Neuen Freien Presse hieß es in der Ausgabe vom 9. September 1927: „Im wesentlichen ist dieser ‚Sohn der Hagar‘ ein gut deutsches und – gutes Filmwerk. (…) Fritz Valk … stellt als der alte Hartmann eine prächtige Charakterstudie auf [die] Beine, die in ihrer Breitspurigkeit gleich knorrigen Wurzeln ins Erdreich der Scholle sich einzugraben scheint. (…) Regie und Technik sehr einfallsreich und sehr sauber. Nur eine Kleinigkeit, mit Verlaub: War es unbedingt nötig, die, wenn auch nicht große Szene, in der auf malerischer Hügelhöhe ein Liebespaar sitzt, im Atelier zu bauen? Der grauweiße, ganz unräumlich wirkende Pappendeckelhimmel stört recht empfindlich.“